# مقاطعة غالاتين (كنتاكي)
مقاطعة غالاتين (بالإنجليزية: Gallatin County)‏ هي إحدى المقاطعات في ولاية كنتاكي في الولايات المتحدة الأمريكية.